# Tooth Peak (Ostantarktika)
Der Tooth Peak (englisch für Zahnspitze) ist ein kleiner und spitzer Gipfel im ostantarktischen Viktorialand. Im oberen Abschnitt des Rennick-Gletschers ragt er am nördlichen Ende des Sculpture Mountain auf.
Die Nordgruppe einer von 1962 bis 1963 durchgeführten Kampagne der New Zealand Geological Survey Antarctic Expedition gab ihm seinen deskriptiven Namen.